# Елімінативний матеріалізм

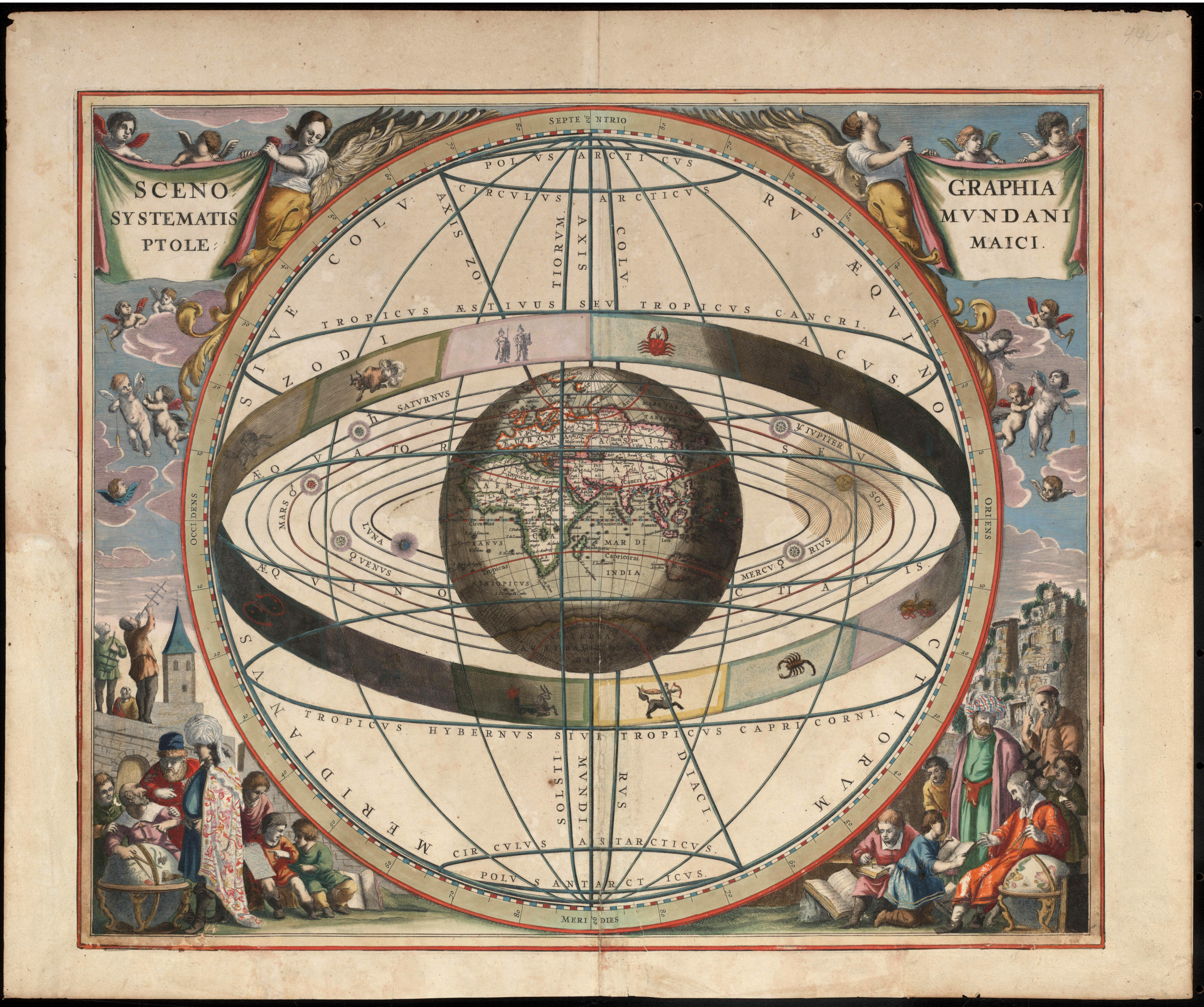
Елімінативісти стверджують, що сучасна віра в існування психічних явищ є аналогічною до стародавньої віри у вийшлі з ужитку теорії, як-от геоцентричну модель всесвіту.

Елімінативний матеріалізм (також елімінативізм) — матеріалістична позиція у філософії свідомості, згідно з якою відповідне здоровому глузду людське розуміння свідомості (або народна психологія) є хибним, а деяких класів психічних станів, в які люди вірять, не існує. Деякі прихильники елімінативізму стверджують, що для багатьох буденних психологічних концепцій, як-от віра та жадання, не буде знайдено нейробіологічного підґрунтя, оскільки їхні визначення є недостатньо чіткими. Утім, елімінативісти твердять, що психологічні концепції поведінки та досвіду повинні оцінюватись за тим, наскільки вдало їх можна редукувати до біологічного рівня. Інші версії умовиводять також неіснування таких свідомісних психічних станів як біль та зір.
Елімінативізм стосовно класу сутностей — це погляд, що класу сутностей не існує. Наприклад, матеріалізм схиляється до елімінативізму щодо існування душі; сучасна хімія має елімінативістські погляди щодо флогістону; сучасні фізики є елімінативістами стосовно існування самосвітного етеру. Елімінативний матеріалізм є відносно новою (1960-ті—1970-ті) ідеєю, що деяких класів психічних станів, які здоровий глузд вважає безсумнівними, як-от вірувань, бажань та суб'єктивного відчуття болю, не існує. Найпоширенішими версіями є елімінативізм стосовно пропозиційних ставлень, описаний Полом і Патрицією Черчленд, та елімінативізм стосовно кваліа (суб'єктивні тлумачення окремих випадків суб'єктивного досвіду), описаний Деніелом Деннетом та Джорджесом Реєм. Ці філософи часто апелюють до ілюзії інтроспективи.
У контексті матеріалістського розуміння психології, елімінативізм стоїть в опозиції щодо редуктивного матеріалізму, який стверджує, що традиційно зрозумілі психічні стани існують, і що вони безпосередньо відповідають психічним станам нервової системи. Проміжною позицією є ревізійний матеріалізм, згідно з яким психічні стани можна буде певною мірою редукувати до фізичних явищ, однак для цього потрібно було б здійснити певні зміни в загальноприйнятих концепціях.
Позаяк елімінативний матеріалізм стверджує, що майбутні дослідження не нададуть нейробіологічного підґрунтя для різних психічних явищ, має пройти якийсь час, аби наука зробила певний прогрес. Підставовість таких тверджень можна поставити під сумнів, однак такі філософи як Черчленд заявляють, що елімінативізм є обов'язковим, аби відкрити уми мислителів для нових доказів і кращих пояснень.

## Чит. також
- (англ.) Baker, L. (1987). Saving Belief: A Critique of Physicalism, Princeton, NJ: Princeton University Press. ISBN 0-691-02050-7.
- (англ.) Broad, C. D. (1925). The Mind and its Place in Nature. London, Routledge & Kegan. ISBN 0-415-22552-3 (2001 Reprint Ed.).
- (англ.) Churchland, P.M. (1979). Scientific Realism and the Plasticity of Mind. New York, Press Syndicate of the University of Cambridge. ISBN 0-521-33827-1.
- (англ.) Churchland, P.M. (1988). Matter and Consciousness, revised Ed. Cambridge, Massachusetts, The MIT Press. ISBN 0-262-53074-0.
- (англ.) Rorty, Richard. «Mind-body Identity, Privacy and Categories» in The Review of Metaphysics XIX:24-54. Reprinted Rosenthal, D.M. (ed.) 1971.
- (англ.) Stich, S. (1996). Deconstructing the Mind. New York: Oxford University Press. ISBN 0-19-512666-1.